# Казанская венчурная ярмарка

## Общая информация
Казанская венчурная ярмарка ежегодно проводится с 2005 года. Организаторами являются Государственная Некоммерческая Организация «Инвестиционно-Венчурный Фонд Республики Татарстан» и Российская ассоциация прямого и венчурного инвестирования (РАВИ). Ежегодно в Республике Татарстан — инновационном регионе организуется коммуникативная площадка для выстраивания конструктивного диалога между инвесторами и менеджментом новых быстрорастущих компаний сектора технологических инноваций.

## Задачи Ярмарки
- Развитие и презентация деятельности элементов инновационной инфраструктуры Республики Татарстан по привлечению венчурных инвестиций в высокотехнологичные компании малого и среднего бизнеса.
- Обеспечение комфортных условия в России и в Республике Татарстан для деятельности российских международных инвесторов и предпринимателей.
- Повышение инвестиционной привлекательности Республики Татарстан и России для иностранных инвесторов
- Формирование в России информационного пространства в области венчурного инвестирования

## География инновационных компаний
- Российская Федерация
  - Москва
  - Казань
  - Набережные челны
  - Новосибирская область
  - Томская область
  - Санкт-Петербург
  - Мордовская область
  - Калужская область
  - Иркутская область
  - Красноярский край
  - Пермский край
- Другие страны
  - Канада
  - Великобритания
  - США

## Направления деятельности ярмарки
- Биотехнологии
- Информационные технологии
- Медицина
- Промышленное оборудование
- Строительство

## Итоги и результаты Ярмарки
|                                           | 2006 год  | 2007 год  | 2008 год. | 2009 год. | 2010 год. | 2011 год. | 2012 год. |
| Объем запрашиваемых инвестиций            | $100 млн. | $100 млн. | $135 млн. | $360 млн. | $160 млн. | $225 млн. | $1,6 млрд |
| Количество участников представило проекты | 53        | 51        | 54        | 40        | 55        | 62        | 64        |

## Итоги VI ярмарки 2011
- По результатам ярмарки, германская компания Wermuth Asset Management и Правительство Татарстана создали фонд чистых технологий объемом 110 млн евро. Средства фонда направлены на повышение энергоэффективности и экологической устойчивости экономики республики.
- Подписано соглашение ГНО ИВФ РТ с ОАО «Российская венчурная компания» о создании на паритетной основе с ГНО «ИВФ РТ» международного фонда, инвестирующего в ведущие мировые венчурные фонды для трансферта передовых зарубежных технологий на территорию России в объеме до 40 млн долларов США.
- Подписано соглашение о стратегическом сотрудничестве с ГНО «ИВФ РТ» по совместной реализации инновационных проектов участников Сколково. Соглашение предусматривает инвестирование инновационных, высокотехнологичных проектов общим объемом 60 млн долларов.
- Дальнейшее развитие получили отношения с Фондом содействия развитию малых форм предприятий в научно—технической сфере, с которым ГНО «ИВФ РТ» совместно реализует программу грантового финансирования «Идея-1000» и планирует запускать новые грантовые программы направленные на выполнения НИОКР и запуск инновационных производств — «Содействие».